# Blat dur
El blat dur o forment (Triticum durum) o Triticum turgidum durum, si es considera una subespècie de T. turgidum) de vegades anomenat durum, és l'única espècie tetraploide del gènere del blat (gènere Triticum) que té importància comercial de les actualment cultivades extensament.
L'ús més conegut del blat dur és per a fer la pasta alimentària que es considera de més qualitat que la feta de blat tou.
La seva densitat combinada amb el seu alt contingut proteic i la força del seu gluten són les qualitats que el fan útils per a determinades aplicacions.
Va ser desenvolupada en l'antiguitat per selecció artificial clàssica a partir de línies del blat escanda domesticat que abans ja creixien a l'Europa central i al Pròxim Orient (al voltant del 7000 aC., els quals desenvoluparen una forma de blat sense clofolla. Durum en llatí significa "dur", i aquesta espècie és la més dura entre totes les espècies de blat (gènere Triticum). Té un contingut alt en proteïna i de gluten, la seva resistència el fa adequat per a usos especials.

## Genealogia
El blat dur és un blat tetraploide i té 28 cromosomes a diferència dels blats tous comuns que són hexaploides i tenen 42 cromosomes.
El blat dur es va originar a través d'hibridacions dins del mateix gènere (Triticum) i poliploidització implicant dues espècies diploides: Triticum urartu (2n = 2x = 14, Genoma AA) i un genoma B diploide relacionat amb Aegilops speltoides (2n = 2x = 14, Genoma SS) i, per tant, és una espècie al·lotetraploide (al·loploidia).

## Història
Es creu que els possibles centres on es va crear el blat dur podrien ser l'actual Etiòpia o el sud de la Conca del Mediterrani. Tanmateix no és mencionat en els llibres clàssics d'agricultura, geografia o medicina.
Amb l'arribada de l'islam, el conreu del blat dur es va difondre amb rapidesa a l'Orient Mitjà. el Magrib i Àfrica del Nord, com també a l'Espanya musulmana. En algunes parts del Mediterrani governat pels musulmans el blat dur era l'única espècie de blat que hi creixia, A Iemen i l'Àsia central van aparèixer noves varietats de blat dur. També al sud d'Itàlia els musulmans van introduir el conreu del blat dur particularment a Lucera durant el segle xiii El blat dur va estar entre els productes d'exportació del món islàmic.
Ibn Zafir [1117–1216] va deixar escrit que el blat dur del Magrib es podia emmagatzemar en bones condicions durant 80 anys.
Després de la invasió del mongols moltes de les receptes iranianes i turques, que incloïen blat dur, van ser adoptades per la cuina xinesa

## Usos
Es fa servir com sèmola en el cus cus també en altres plats del Pròxim orient com són  tabbouleh, bulgur, etc. En la cuina àrab el blat dur és ingredient de sopes, gatxes, farcits, postres i masses.
La sèmola, en anglès "semolina", és el blat dur lleugerament molt i a partir d'ella s'elabora la pasta.
Quan la molturació arriba al grau de la farina, es fa servir per a fer pa. En l'Orient mitjà es fa servir per fer pans aplanats com la pita, i a Europa i altres llocs per a fer pizza, i altres productes. Tanmateix no es fa servir per a fer pastissos que es fan amb farina de blat tou per evitar l'enduriment.
Com fer pasta ja es descriu al segle X per part d'Ibn Wahshīya del Caire. Els àrabs anomenaven la pasta itrīya, d'on deriva la paraula italiana tria (o aletría en castellà).
Un altre tipus de pasta àrab era anomenada, al-fidawsh ("pasta seca"), d'on deriva en català fideu, fideo en castellà i fidelli o fidellini en italià.

## Producció
Actualment la major part del blat dur que es conrea al món són de color ambre i més grossos que els de la resta dels blats L'endosperma del blat dur és groc i dona a la pasta aquest color. Amb la semolina es fa la pasta de més qualitat i els pans.
El blat dur necessita zones d'estiu sec i calorós on té més rendiment que no pas els blats tous. Poques vegades es conrea sota regadiu. Necessita un mínim de 300 a 500 litres de pluja per m². A la primera meitat del segle XX era molt conreat al sud de Rússia. Una part del blat dur produït al Canadà s'exporta a Itàlia.
A la península Ibèrica el blat dur representa un 30% del conreu del blat. Es cultiva principalment, però no únicament, a Andalusia on se sembra al novembre-desembre i es cull al maig-juny, els rendiments andalusos són de 2 a 4 tones/ha en secà i de 6 a 7 en regadiu. El blat dur està subvencionat per la UE de forma diferenciada de la subvenció que rep el blat tou.